# Amastus orosiana
Amastus orosiana är en fjärilsart som beskrevs av Adalbert Seitz 1925. Amastus orosiana ingår i släktet Amastus och familjen björnspinnare. Inga underarter finns listade i Catalogue of Life.